# Mistress of the Robes

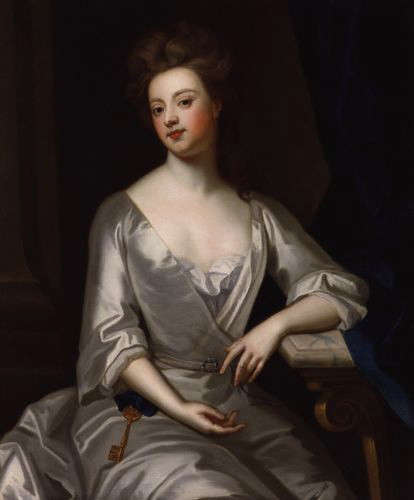
Sarah Churchill, hertogin van Marlborough, Mistress of the Robes van Queen Anne, draagt de sleutel behorend bij haar functie op haar rechterzij.

De Mistress of the Robes is, na de koningin, de hoogst mogelijke functie die een vrouw aan het Engelse hof kan bekleden.

## Taken
Tot de 20e eeuw was de Mistress of the Robes verantwoordelijk voor de kleding en juwelen van de koningin. Tegenwoordig heeft de Mistress of the Robes de verantwoordelijkheid voor het regelen van de aanwezigheid van de ladies-in-waiting als gezelschap van de koningin. Daarnaast heeft de Mistress of the Robes diverse verantwoordelijkheden rondom de organisatie van staatsceremonies.
De functie wordt sinds de 19e eeuw bijna altijd door een hertogin uitgevoerd.

## Geschiedenis
De functie is bij deze benaming bekend sinds 1553 en wordt ook nu nog bekleed. Bij de functie behoort de sleutel tot de privé-vertrekken van de koningin. De Mistress of the Robes is naast de koningin de enige die deze sleutel bezit. Op portretten van Mistresses of the Robes wordt de sleutel dan ook duidelijk zichtbaar afgebeeld. Het imago van de koningin was altijd al belangrijk; de dame die haar op het gebied van kleding en juwelen adviseerde, had smaak. Smaak alleen was niet voldoende; de koningin was gebaat bij een vertrouwelinge die haar in vriendschap kon bijstaan als dat nodig was. Omdat de koningin en de Mistress of the Robes relatief veel tijd samen doorbrachten, konden beiden veel invloed op elkaar uitoefenen. Dit maakte de Mistress of the Robes een populaire figuur; zij kon de koningin bereiken en wellicht een goed woordje doen of om een gunst vragen.

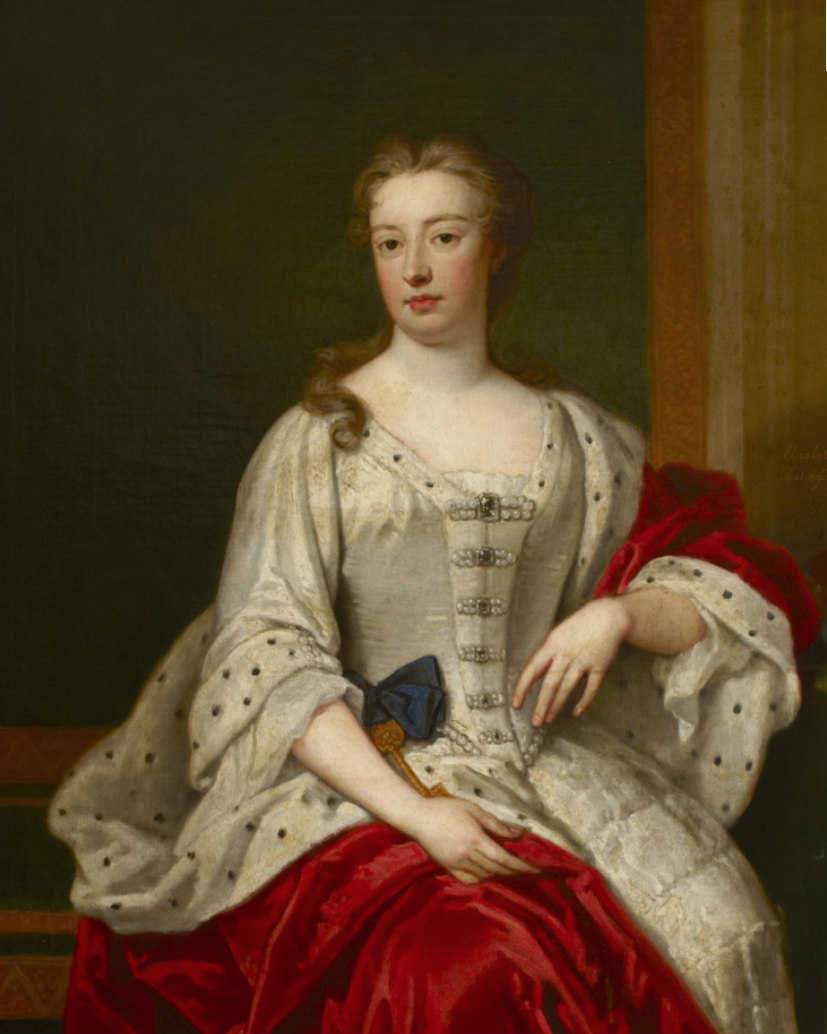
Elizabeth Percy, ook: Elizabeth Seymour, Duchess of Somerset, Mistress of the Robes van Anna van Groot-Brittannië draagt de sleutel behorend tot het ambt rechts in haar schoot.

Tijdens de 17e en 18e eeuw overlapten de taken van de Mistress of the Robes met die van de First Lady of the Bedchamber; soms werden de functietitels omgewisseld of de functies werden niet gelijktijdig uitgevoerd. Voor de 20e eeuw was het de gewoonte dat de Mistress of the Robes, mits zij een regerende koningin diende, vervangen werd als de zittende regering veranderde. Bij een gewijzigde regering bleef de Mistress of the Robe aan als zij een koningin-gemalin diende. Sinds het overlijden van koningin Victoria – die maar liefst elf Mistresses of the Robes heeft gekend – in 1901 is dit echter niet meer voorgekomen. Koningin Elizabeth II heeft gedurende haar 70-jarige heerschappij slechts twee Mistresses of the Robes gehad.
De Engelse koningin-moeder en/of koningin-weduwe (Engels: queen dowager) hebben elk hun 'eigen' Mistresses of the Robes. In de 18e eeuw hadden ook de vrouwen van de Britse troonopvolgers de beschikking over een Mistress of the Robes.

## Overzicht vanMistresses of the Robesvanaf 1553
Mistress of the Robes onder:
Mary I, 1553–1558
- 1553–1558: Susan Clarencieux[1]

Elizabeth I, 1558–1603
- 1559/1562–1603: Dorothy Stafford, ook: Dorothy, Lady Stafford[1]

Anna van Denemarken (1574-1619), 1603–1619
- 1603–1619: Audrey Shelton Walsingham, ook: Audrey (Etheldreda), Lady Walsingham[2]

Henriëtta Maria van Frankrijk, 1625–1669
- Susan Feilding, Countess of Denbigh[2]
- 1653-1669: Elizabeth Fielding Boyle, Countess of Guilford[2]

Catharina van Bragança, 1662–1692
- 1660-1681: Countess of Suffolk
- 1681-1685: Countess of Arlington

Maria van Modena, 1673–1688
-onbekend
Maria II van Engeland, 1688–1694
-onbekend
Queen Anne, 1704–1714
- 1704–1710: Sarah Churchill[3]
- 1710–1714: Elizabeth Seymour, Duchess of Somerset[4]

Caroline van Brandenburg-Ansbach, 1714–1737
- 1714–1717: Diana Beauclerk, Duchess of St Albans[5]
- 1717–1723: Vacant?
- 1723–1731: Elizabeth Sackville, Duchess of Dorset[6]
- 1731–1735: Henrietta Howard, Countess of Suffolk[7]
- 1735–1737: Vacant[7]

Augusta van Saksen-Gotha, 1736–1763
- 1736–1745: Lady Archibald Hamilton[7]
- 1745–1747: Vacant[7]
- 1747–1763: Grace Sackville, Duchess of Dorset; ook: Grace Sackville, Countess of Middlesex[7]

Charlotte van Mecklenburg-Strelitz, 1761–1818
- 1761–1793: Mary Bertie, Duchess of Ancaster and Kesteven[7]
- 1786-1790: Frances (Fanny) Burney
- 1793–1818: Elizabeth Thynne, Marchioness of Bath[7]

Caroline van Brunswijk 1795–1820
- 1795–1808: Anne Townshend, Marchioness Townshend
- 1808-1817: Catherine Douglas, Baroness Glenbervie

Adelheid van Saksen-Meiningen, 1830–1837
- 1830–1837: Catherine Osborne, Duchess of Leeds[7]

Victoria van het Verenigd Koninkrijk, 1837–1901
- 1837–1841: Harriet Sutherland-Leveson-Gower, Duchess of Sutherland[8]
- 1841–1846: Charlotte Montagu Douglas Scott, Duchess of Buccleuch and Queensberry[9]
- 1846–1852: Harriet Sutherland-Leveson-Gower, Duchess of Sutherland[10]
- 1852–1853: Anne Murray, Duchess of Atholl[11]
- 1853–1858: Harriet Sutherland-Leveson-Gower, Duchess of Sutherland[12]
- 1858–1859: Louisa Cavendish, Duchess of Devonshire; ook: Louisa Montagu, Duchess of Manchester[13]
- 1859–1861: Harriet Sutherland-Leveson-Gower, Duchess of Sutherland[14]
- 1861–1868: Elizabeth Wellesley, Duchess of Wellington[15]
- 1868–1870: Elizabeth Campbell, Duchess of Argyll[16]
- 1870–1874: Anne Sutherland-Leveson-Gower, Duchess of Sutherland[17]
- 1874–1880: Elizabeth Wellesley, Duchess of Wellington[18]
- 1880–1883: Elizabeth Russell, Duchess of Bedford[19]
- 1883–1885: Anne Innes-Ker, Duchess of Roxburghe[20]
- 1885–1886: Louisa Montagu Douglas Scott, Duchess of Buccleuch and Queensberry
- 1886 - Acting Mistress of the Robes: Elizabeth Russell, Duchess of Bedford
- 1886–1892: Louisa Montagu Douglas Scott, Duchess of Buccleuch and Queensberry[21]
- 1892–1895: Vacant
  - Acting Mistress of the Robes: Anne Innes-Ker, Duchess of Roxburghe en Anne Murray, Duchess of Atholl
- 1894: Vacant
  - Acting Mistress of the Robes: Louisa McDonnell, Countess of Antrim
- 1895–1901: Louisa Montagu Douglas Scott, Duchess of Buccleuch and Queensberry[22]

Alexandra van Denemarken, 1901–1925
- 1901–1912: Louisa Montagu Douglas Scott, Duchess of Buccleuch and Queensberry
- 1913–1925: Winifred Cavendish-Bentinck, Duchess of Portland[23]

Mary van Teck, 1910–1953
- 1910–1916: Evelyn Cavendish, Duchess of Devonshire[24]
- 1916–1921: Eileen Sutherland-Leveson-Gower, Duchess of Sutherland[25]
- 1921–1953: Evelyn Cavendish, Duchess of Devonshire

Elizabeth Bowes-Lyon, 1937–2002
- 1937–1964: Helen Percy, Duchess of Northumberland[26]
- 1964–1990: Kathleen Hamilton, Duchess of Abercorn[27]
- 1990–2002: Vacant

Elizabeth II van het Verenigd Koninkrijk, 1953–heden
- 1953–1967: Mary Cavendish, Duchess of Devonshire[28]
- 1967–2021: Fortune FitzRoy, Duchess of Grafton